# MRX (원자로)
MRX(Marine Reactor X)는 일본 원자력 연구소(JAERI)가 1995년에 개발을 완료한 선박용 원자로이다. 열출력 330MWt, 전기출력 100MWe이다.

## 같이 보기
- 스마트 원자로 - 한국원자력연구원(KAERI)이 2002년 기본설계를 완료한 선박용 원자로이다. 열출력 330MWt, 전기출력 100MWe이다.